# Distretto di Sausa
Il distretto di Sausa  è uno dei trentaquattro distretti della provincia di Jauja, in Perù. Si trova nella regione di Junín e si estende su una superficie di  4,5 chilometri quadrati.